# بخش‌های دپارتمان اورون
بخش‌های دپارتمان اورون (انگلیسی: Arrondissements of the Aveyron department) شامل ۳ بخش به شرح زیر است:
1. بخش مییو با ۱۱۰ کمون (فرانسه) و جمعیت ۷۰ هزار نفر در سال ۲۰۱۳ می‌باشد.
2. بخش رودز با ۷۹ کمون (فرانسه) و جمعیت ۱۴۲ هزار نفر در سال ۲۰۱۳ می‌باشد.
3. بخش ولفرانش-دو-روارگ با ۹۶ کمون (فرانسه) و جمعیت ۶۴ هزار نفر در سال ۲۰۱۳ می‌باشد.